# Øystein Langholm Hansen

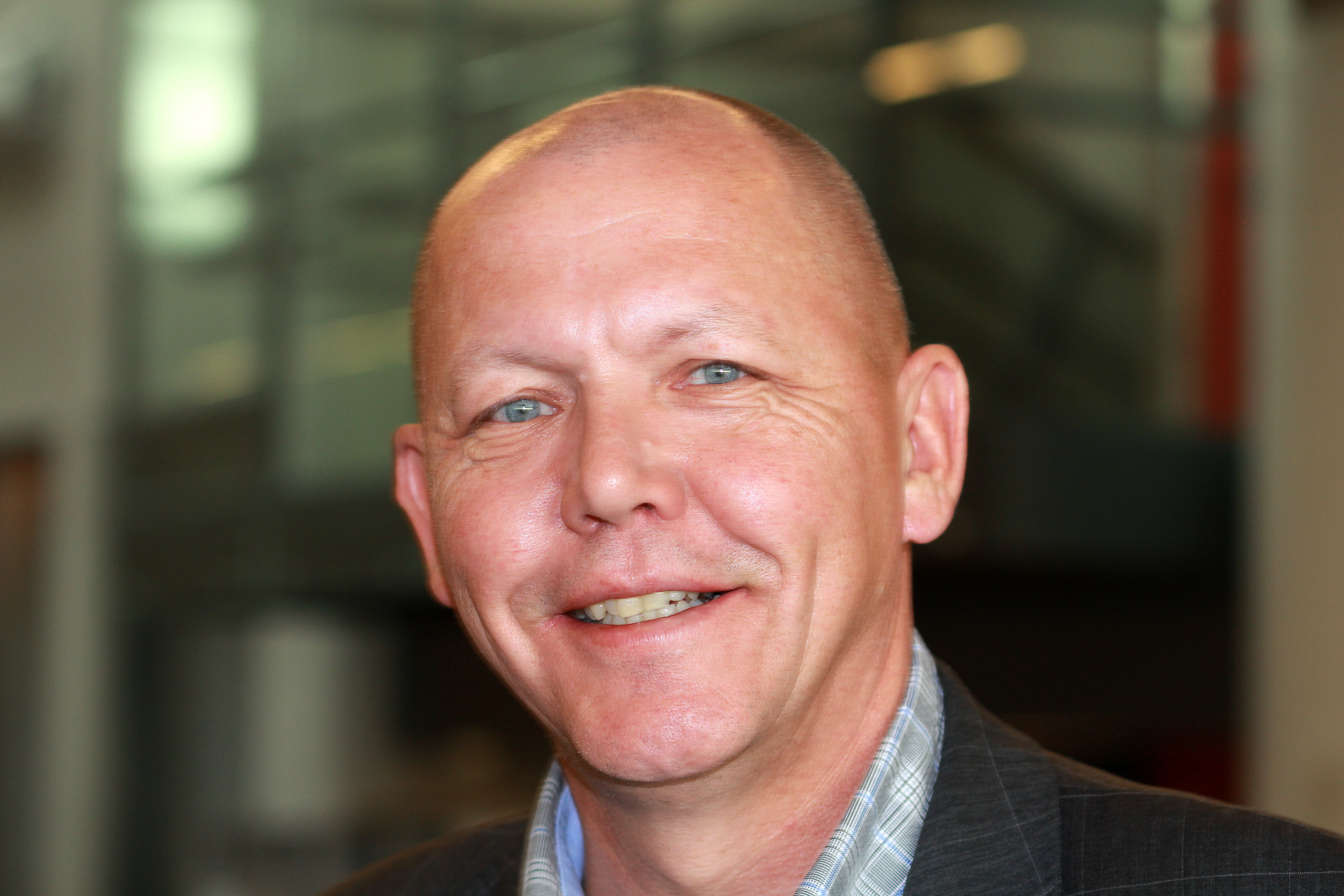
Øystein Langholm Hansen, 2013

Øystein Langholm Hansen (* 4. August 1957) ist ein norwegischer Politiker der sozialdemokratischen Arbeiderpartiet (Ap). Von 2017 bis 2021 war er Abgeordneter im Storting.

## Leben
Ab 2005 war Hansen als Distriktssekretär beim norwegischen Gewerkschaftsdachverband Landsorganisasjonen i Norge (LO) tätig.
Hansen zog bei der Parlamentswahl 2017 erstmals in das norwegische Nationalparlament Storting ein. Er setzte sich dabei knapp gegen den Høyre-Politiker Aleksander Stokkebø durch. Im Parlament vertrat er den Wahlkreis Rogaland und er wurde Mitglied im Transport- und Kommunikationsausschuss. Im Vorfeld der Stortingswahl 2021 verlor er eine Kampfabstimmung um einen Platz auf der Wahlliste der Arbeiderpartiet in Rogaland. In der Folge schied er im Herbst 2021 aus dem Storting aus.